# ダーナヴァ
ダーナヴァ（梵: दानव, Dānava）とは、インド神話におけるアスラ神族の一派。「ダヌの子供たち」を意味する。特にカシュヤパ仙とその妻ダヌとの間に生まれた100人の子供とその一族を指す。ダーナヴァ族はしばしば系譜上の混乱が見られ、特にダイティヤ族とダーナヴァ族は混同される。
ダヌの子供たちについて『マハーバーラタ』にはヴィプラチッティ、ナムチ、シャムバラ、プローマン、ヴィシュルタ、ドゥルジャナ、アヤシラス、アシュヴァシラス、ケートゥ、ヴリシャパルヴァン、アシュヴァグリーヴァ、ヴィルーパークシャ、ニクムバ、カタパ、エーカパート、エーカチャクラなどの名前が挙げられている。特に有力な神としては三界制覇に成功したマヒシャ、マヤースラなどが挙げられる。